# アレカ・ハモンド
アレカ・ハモンド（グリーンランド語: Aleqa Hammond、1965年9月23日 - ）は、グリーンランドの政治家、グリーンランド初の女性首相。

## 人物
グリーンランドのナルサークに生まれ、同国西部の町ウマナックで育った。猟師の父は彼女が7歳の時に狩猟中の事故で命を落とし、その後は母子家庭で育った。15歳から世界中を旅し、25歳までに英語、デンマーク語、ドイツ語とイヌクティトゥット語を習得したとされる。1989年から1991年までカナダのヌナブト北極大学に通い、1991年から1993年までグリーンランド大学に通った。
観光業等に従事した後、2005年11月にグリーンランド議会議員に初当選した。2009年には議会選挙の敗北の責任を取って辞任したハンス・エノクセンの後任として、進歩党の党首に就任した。
2013年3月のグリーンランド議会選挙で勝利し、イヌイット党との連立内閣で首相に就任した。しかし、2014年9月、自身による公的資金の不正支出が発覚し、首相および進歩党の党首の辞任を表明した（政権は続行、同年9月30日以降はキム・キールセンが首相代行）。
2015年のデンマーク議会（フォルケティング）選挙に出馬し当選したが、2016年にクレジットカードの不正支出スキャンダルにより進歩党から除名された。
2018年のグリーンランド議会選挙に分離主義政党（Nunatta Qitornai）から出馬したが、落選した。その後、2021年に進歩党に復帰した。